# Католицизм в Бельгии
Католицизм в Бельгии — Католическая церковь в Бельгии составляет часть всемирной Католической церкви. Общее число католиков в Бельгии — 7 миллионов 775 тысяч человек или 75 % от населения страны.

## История
К середине IV века на востоке современной Бельгии имелась христианская епархия Тонгра, которую возглавлял епископ Серватий. Массовая христианизация бельгийских земель осуществлялась в VII—VIII веках. Среди миссионеров особо выделяются Аманд, вошедший в историю как «просветитель Бельгии», Элигий, епископ Утрехта Виллиброрд, святой Румбольд Мехеленский и епископ Льежа Губерт. К середине VIII века на землях современной Бельгии было основано 48 аббатств, сыгравших большую роль в утверждении христианства.
После X века центром христианства в Бельгии стал Льеж, который превратился в крупный центр европейского церковного образования. Льежское епископство вошло в состав Священной Римской империи в качестве епископства-княжества. В XII—XIII веках активную деятельность развили ордена премонстрантов и цистерцианцев. В XIII веке в льежской епархии возник праздник почитания Тела и Крови Христовых, ставший со временем одним из важнейших праздников католического литургического года. В 1251 году Святой Престол подтвердил этот праздник для льежской епархии, а уже в 1264 году папа Урбан IV сделал его обязательным для всей Церкви.
Важнейшим событием в истории католичества в Бельгии стало основание в 1425 году Лувенского университета, ставшего одним из крупнейших центров католической мысли и католического образования в Европе.
В период Реформации земли современной Бельгии входили в состав Священной Римской империи, а позднее Испании. Это способствовало тому, что реформационные идеи в Испанские Нидерланды, в отличие от Северных Нидерландов, проникли слабо. В 1559 году была проведена решительная реформа церковного устройства, в Испанских Нидерландах было основано множество новых епархий, активно претворялись в жизнь решения Тридентского собора, особенно направленные на борьбу с Реформацией.
Итоги Тридцатилетней войны, закончившейся в 1648 году, зафиксировали разделение Нидерландов по территориально-религиозному признаку на северные протестантские Соединённые провинции (в основном территория современных Нидерландов) и южные католические Испанские Нидерланды (в основном территория современной Бельгии).
После войны за испанское наследство Южные Нидерланды вновь оказались в составе Священной Римской империи. Сильный удар по позициям Католической церкви в стране нанесли реформы императора Иосифа II (см. Иосифизм). Недовольство политикой императора, в том числе и религиозной, привело к Брабантской революции.
Через несколько лет территория Бельгии была завоёвана революционной Францией. На Церковь и духовенство обрушились повальные репрессии, было закрыто большинство церквей и монастырей, конфискована церковная собственность, уничтожено множество священников и монахов. В 1794 году закрыт Лувенский католический университет. Пришедший к власти Наполеон Бонапарт проводил более гибкую религиозную политику, в 1802 году были восстановлены епархии на территории Бельгии и жизнь католиков относительно нормализовалась.
В 1815 году по решению Венского конгресса было создано Объединённое королевство Нидерланды. Король Виллем I проводил политику просвещённого абсолютизма, упразднил привилегии Католической церкви, выслал из страны иезуитов и монахов ряда других орденов. Антикатолические действия короля поставили католические круги в оппозицию к нему. Католические силы были одной из главных движущих сил Бельгийской революции 1830 года, приведшей к независимости Бельгии от Нидерландов.
Независимость привела к сильному подъёму Католической церкви в стране. Хотя по Конституции в стране провозглашалась полная религиозная свобода, влияние Католической церкви на жизнь Бельгии было огромно. После провозглашения независимости во всех шести епархиях были открыты семинарии, восстановлена деятельность Лувенского университета, иезуитами основана обширная сеть католических школ. Во второй половине XIX века бельгийские священники усилили миссионерскую деятельность. Главным полем их работы стало Бельгийское Конго, однако миссии открывались по всему миру, так, широко известна миссия бельгийского священника Дамиана де Вёстера на Гавайях.
После Второй мировой войны политическая и религиозная сфера жизни в стране начали разделяться, в результате влияние католичества на общественную жизнь стало снижаться. Главной проблемой в церковной жизни стало противостояние католиков страны по лингвистическому признаку. Католическая церковь Бельгии была вынуждена поделить епархии, где существовало двуязычие, по языковому принципу на франкофонные и фламандскоязычные. Был разделён даже Лувенский университет — фламандскоязычная часть университета осталась в Лёвене, а франкофоны переехали на территорию Валлонии.
С 1945 по 2000 год в Бельгии действовало русскоязычное издательство Жизнь с Богом, выпускавшее религиозную литературу на русском языке и сыгравшее важнейшее значение в распространении христианской литературы в СССР и в первые постсоветские годы.
В конце XX — начале XXI века процесс секуляризации бельгийского общества существенно ускорился, что сказалось на уменьшении процента посещающих церкви. Если в 1985 году число католиков, посещающих мессу хотя бы раз в месяц, составляло около 60 % , то на стыке веков оно существенно снизилось. Число священников в архиепархии Мехелена-Брюсселя упало с 3 541 в 1980 году до 2 034 в 2004 году
По состоянию на начало 2013 года 27 католических храмов Бельгии имели почётный титул малой базилики, присвоенный Святым Престолом в ознаменование их исторической важности и значимости как паломнических центров.

## Структура
Католическая церковь Бельгии структурно состоит из архиепархии-митрополии Мехелена-Брюсселя, семи суффраганных по отношению к ней епархий и военного ординариата.
Глава митрополии Мехелена-Брюсселя носит почётный титул примаса Бельгии. Резиденция митрополита расположена в Мехелене, архикафедральный собор — Собор Святого Румбольда в Мехелене, сокафедральный собор — Собор Святых Михаила и Гудулы в Брюсселе. Архиепархия Мехелена-Брюсселя поделена по лингвистическому признаку на викариат Фламандского Брабанта, викариат Валлонского Брабанта и двуязычный викариат Брюсселя с двумя епископами-помощниками, франкофонным и фламандскоязычным.
С 2010 года митрополит Мехелена-Брюсселя и примас Бельгии — Андре-Жозеф Леонар. Он же возглавляет военный ординариат Бельгии. Архиепископ Леонар сменил на этих постах кардинала Готдфрида Даннеелса, который является единственным из ныне живущих бельгийских кардиналов.
Статистика по епархиям (данные 2004 года):
| Епархия                       | Епархия                                   | Число католиков | Процент от общего населения | Число священников | Число приходов |
| Архиепархия Мехелена-Брюсселя | Archidioecesis Mechliniensis-Bruxellensis | 1 600 000       | 64 %                        | 2034              | 678            |
| Епархия Антверпена            | Dioecesis Antverpiensis                   | 1 290 000       | 87,8 %                      | 839               | 310            |
| Епархия Брюгге                | Dioecesis Brugensis                       | 1 010 000       | 88,7 %                      | 940               | 363            |
| Епархия Гента                 | Dioecesis Gandavensis                     | 1 000 000       | 71,5 %                      | 753               | 427            |
| Епархия Хасселта              | Dioecesis Hasseletensis                   | 702 000         | 86,7 %                      | 578               | 312            |
| Епархия Льежа                 | Dioecesis Leodiensis                      | 700 000         | 68,4 %                      | 524               | 525            |
| Епархия Намюра                | Dioecesis Namurcensis                     | 550 000         | 78,6 %                      | 804               | 742            |
| Епархия Турне                 | Dioecesis Tornacensis                     | 900 000         | 70,3 %                      | 548               | 584            |